# Романо, Серджо
Серджо Романо (итал. Sergio Romano, род. 7 июля 1929 года, Виченца) — итальянский историк, писатель, журналист и дипломат.

## Биография
Окончил юридический факультет Миланского государственного университета.
Работал в качестве журналиста в Милане, Париже, Лондоне и Вене.
Преподавал в ряде университетов Италии и Европы историю международных отношений.
С 1954 года — на дипломатической службе.
1977—1983 — генеральный директор по делам культуры МИД Италии.
1983—1985 — постоянный представитель Италии при НАТО.
20 сентября 1985 года — март 1989 года — Чрезвычайный и Полномочный Посол Италии в СССР.
С 1989 года — в отставке.
Как историк, занимается изучением истории Франции и Италии XIX и XX веков.
Преподавал в университетах Флоренции, Сассари, Павии, Беркли и Гарварда.
1992—1998 — профессор истории международных отношений в Коммерческом университете Луиджи Боккони в Милане.
В настоящее время публикуется на страницах крупных итальянских изданий, таких как «Panorama», «Corriere della Sera», а также сотрудничает с «Limes», «Corriere del Ticino» и швейцарской «Le Matin». публикует статьи в журнале о международных отношениях «Affari Esteri».

## Награды
- Кавалер Большого креста ордена «За заслуги перед Итальянской Республикой» (27 декабря 1987 года)[1]
- Великий офицер ордена «За заслуги перед Итальянской Республикой» (27 декабря 1974 года)[2]
- Золотая медаль за заслуги в области образования, культуры и искусства (28 ноября 2005)[3]
- Почётный доктор Института политических исследований (Париж)
- Почётный доктор университета Мачераты (Италия)
- Почётный доктор Института Всеобщей истории РАН

## Газетные публикации переведённые на русский язык
- Серджио Романо. Российско-чеченские отношения: исторические качели. Corriere della Sera. 9 мая 2008
- Год 1612 и современность «Les Echos», Франция, 5 марта 2008
- США маршируют на восток: новая военная карта. Corriere Della Sera. 27 февраля 2008
- В этом году выборы пройдут в США, России и Франции. Мы не сможем принять в них участие, однако их результаты изменят и нашу жизнь. Panorama. 10 января 2012